# Tramwaje w Cannes
Tramwaje w Cannes − zlikwidowany system komunikacji tramwajowej we francuskim mieście Cannes, działający w latach 1899−1933.

## Historia

### Compagnie des Tramways de Cannes
8 lutego 1898 powstała spółka Compagnie des Tramways de Cannes (CTC), która miała wybudować i eksploatować tramwaje w Cannes. Zanim powstała spółka pojawiały się kilkakrotnie propozycje budowy tramwajów konnych i parowych, które jednak nie doczekały się realizacji. Dwie linie: La Bocca − Golfe-Juan i Cannes − Cannet o łącznej długości 20,2 km otwarto 25 lutego 1899. Do obsługi sieci zakupiono 16 (nr 1−16) tramwajów wyprodukowanych przez Buire de Lyon. 21 lutego 1900 otwarto trasę Antibes − Vallauris. Dodatkowo zakupiono w zakładach Buire de Lyon 6 kolejnych wagonów, które ponumerowano od nr 17 do 22. W latach 1902−1903 otrzymano 8 nowych wagonów doczepnych, a w latach 1905−1908 otrzymano 3 wagony doczepne. 4 grudnia 1907 wydłużono linię o 4 km z La Bocca do Mandelieu-la-Napoule. W tym czasie otrzymano dwa wagony silnikowe o nr 23 i 24 oraz cztery wagony doczepne. W lutym 1909 połączono sieci tramwajowe w Cannes i w Nicei. W 1930 zakupiono 5 nowych wagonów silnikowych (o nr 26−30) wyprodukowanych przez CIMT. W 1919 dostarczono kolejne dwa wagony tego typu, którym nadano nr 25 i 31. W czasie I wojny światowej ruch odbywał się normalnie. Po zakończeniu wojny potrzebna była naprawa wysłużonej infrastruktury. 23 marca 1924 spaliła się zajezdnia tramwajowa a wraz z nią 18 wagonów silnikowych z 31 posiadanych. W wyniku tego pożaru z Nicei wypożyczono 10 wagonów silnikowych. Niedługo potem zakupiono 2 wagony silnikowe z Boulogne-sur-Mer, 4 wagony silnikowe z Melun i 8 z La Seyne-sur-Mer. Sytuacja spółki stawała się coraz cięższa z powodu kłopotów finansowych i konkurencji ze strony autobusów więc podjęto decyzję o zastąpieniu tramwajów autobusami. Pierwszą likwidację przeprowadzono 1 grudnia 1930 likwidując odcinki: Cannes (La Source) − Antibes i  La Bocca − Mandelieu. W marcu 1933 zlikwidowano miejskie linie w Cannes, a ostatnią linię Golfe-Juan − Vallauris zlikwidowano 11 maja 1933. 

### Tramways de la Côte d'Azur
W latach 1902−1930 planowano budowę linii tramwaju parowego łącząca Cannes z Grasse. Lecz dopiero w 1909 rozpoczęto pierwsze prace przy 18 km linii, a budowę rozpoczęto w 1910. Otwarcie linii nastąpiło 16 sierpnia 1915. Do obsługi linii zakupiono 6 tramwajów silnikowych o długości 11,5 m i wadze 14 ton. Każdy wagon miał dwa silniki o mocy 50 KM, każdy. 19 sierpnia 1920 w ruchu znajdował się tylko jeden wagon, pozostałe były uszkodzone. Do takiego stanu doprowadziło złe utrzymanie taboru oraz brak części zamiennych. 18 grudnia 1921 ruch na linii został zawieszony z powodu braku prądu. Ruch wznowiono 6 stycznia 1922. 22 listopada 1923 wstrzymano kursowanie tramwajów wraz z ogłoszeniem upadłości spółki Tramways de la Côte d'Azur. 10 marca 1924 wznowiono kursowanie tramwajów na linii lecz operatorem była już spółka Compagnie des Tramways de Cannes. Ostatecznie ruch pasażerski wstrzymano 1 października 1926.